# 迎泽公园
37°51′11″N 112°33′18″E / 37.85298°N 112.55502°E
迎泽公园，位于中国山西省太原市迎泽大街南侧，是太原市最大的综合性文化游览公园。

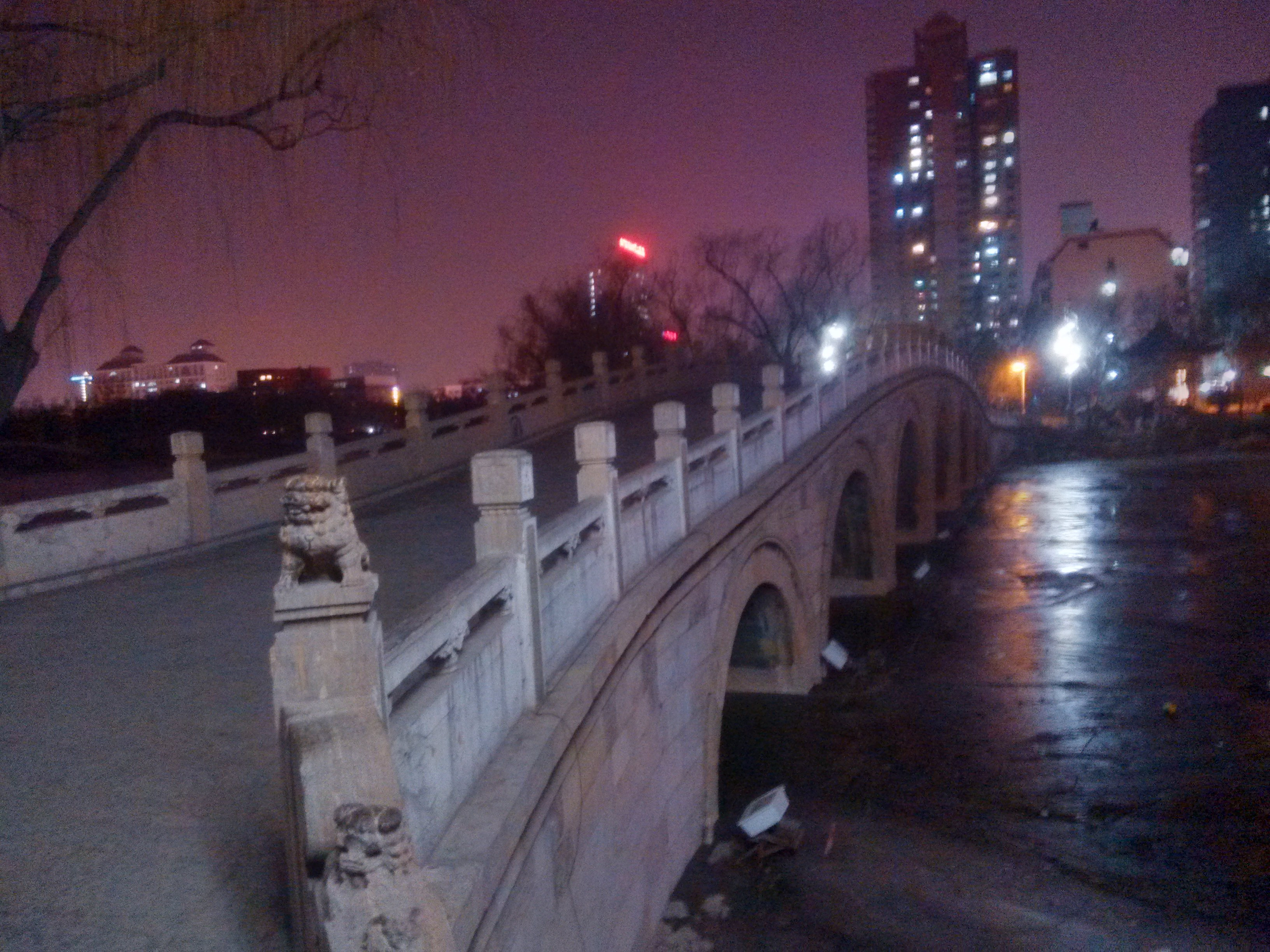
迎泽公园七孔桥

## 历史
迎泽公园面积为1000余亩，其中湖面240亩。公园原址是一片积水坑。1954年开始，太原市政府拆迁原有居民，组织义务劳动,依势挖湖堆山，大规模进行绿化，筹建公园。1956年5月1日正式开放。
1991年9月24日晚8点30分，公园内发生特大伤亡事故。当时，观赏“煤海之光”灯展的人群在公园七孔桥处发生踩踏，至少105人被挤死，108人被挤伤。山西省组成以常务副省长郭裕怀为组长的调查组，中央和国务院有关部委也派员到山西省指导调查。1992年3月5日，山西省人民代表大会常务委员会第27次会议认为，山西省人民政府副省长李振华在事故中所犯错误严重，会议审议通过了省长王森浩提请的关于撤销李振华副省长职务的议案，决定撤销其副省长职务。
2002年前，迎泽公园曾实行收费入园制度，门票每人2元。2002年5月，太原市人民政府对迎泽公园进行了大规模改造，2002年7月改造后的迎泽公园免费向市民开放。2016年7月16日，迎泽公园再一次进行改造。是次改造投入资金最多、规模最大。2017年10月1日，迎泽公园重新开放。